# Kantopop
A kantopop a kantoni nyelvű popzene megnevezésére szolgál. A kantopop a C-pop (kínai popzene) egyik alfaja. A kantoni anyanyelvű területeken (Guangdong, Hongkong) túl egész Kínában és Délkelet-Ázsia több országában is népszerű műfaj. Legismertebb képviselői sztár státust élveznek és gyakran filmsztárokká is válnak.
A legnépszerűbb kantopopsztárok közé tartozik az 1990-es években „Négy mennyei király” néven ismert Jacky Cheung, Andy Lau, Aaron Kwok és Leon Lai. Cheung és Lau számos díjjal kitüntetett színész is. A kantopopénekesek közé tartozik a világszerte ismert harcművész, Jackie Chan is, akinek több mint 25 popalbuma jelent meg.

## Képek

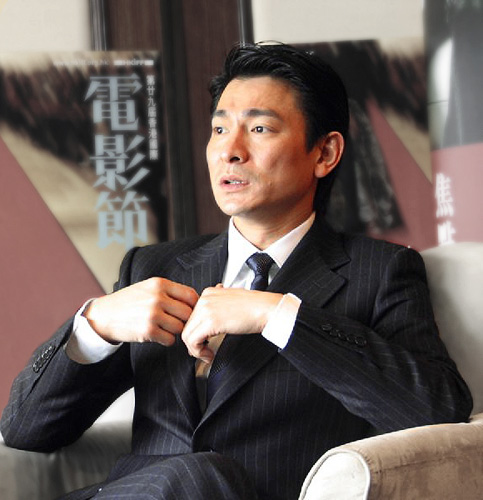
Andy Lau
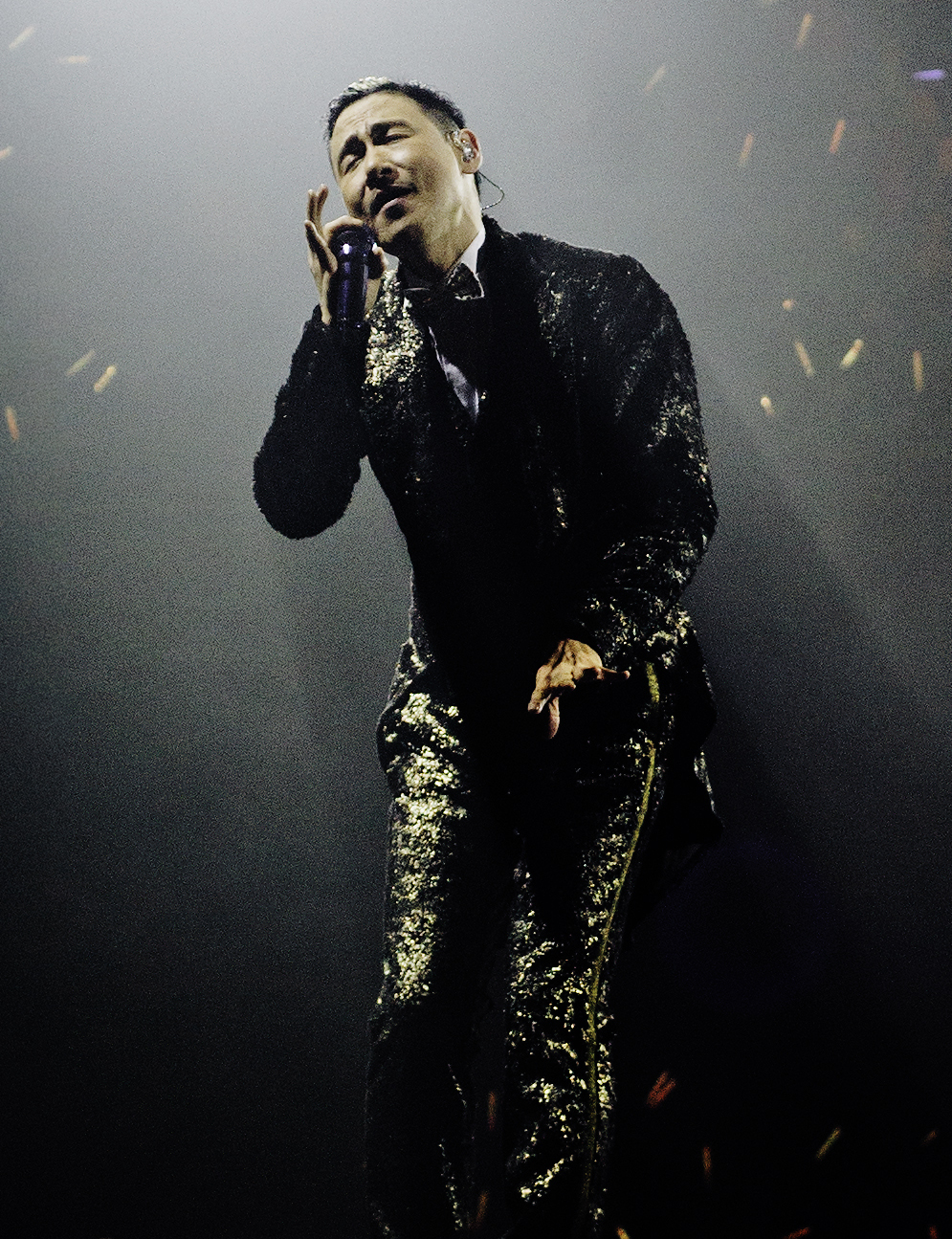
Jacky Cheung
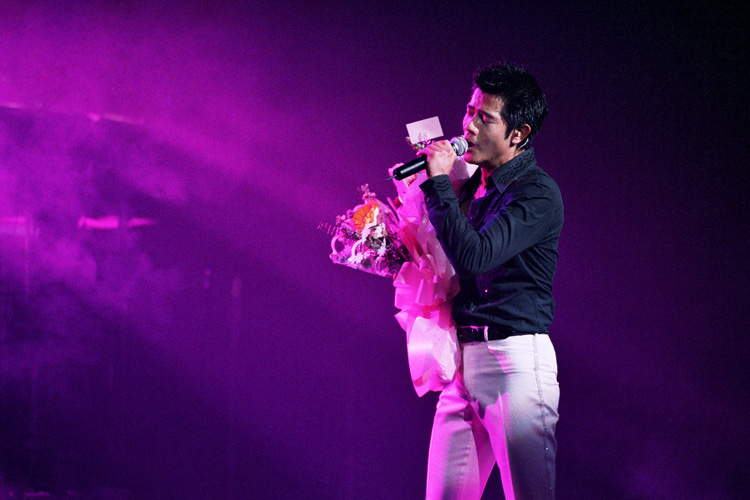
Aaron Kwok
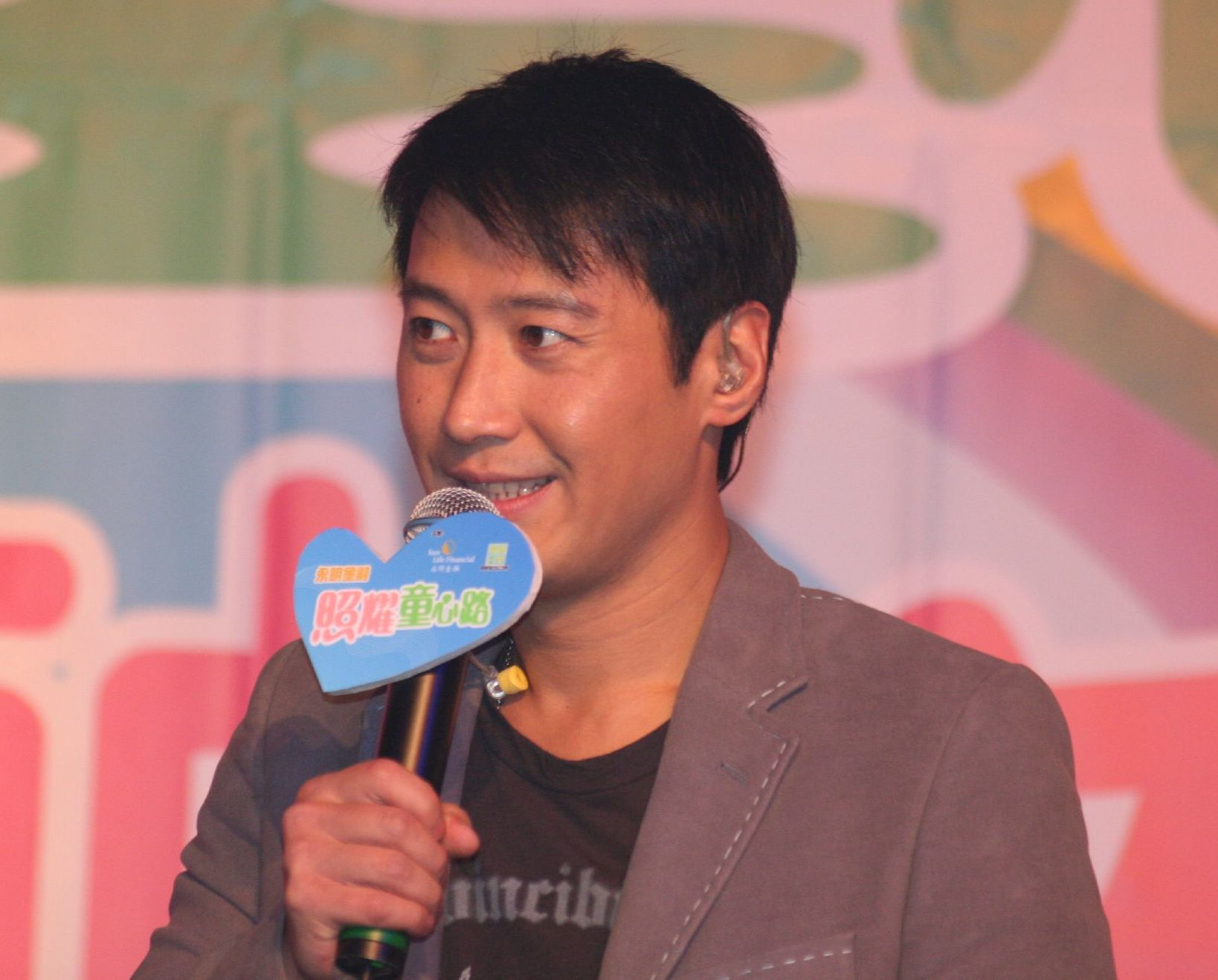
Leon Lai